# José Luis Azcona Hermoso
José Luís Azcona Hermoso OAR (ur. 28 marca 1940 w Pampelunie, zm. 20 listopada 2024 w Belém) – hiszpański duchowny rzymskokatolicki posługujący w Brazylii, w latach 1987-2016 biskup prałat Marajó.

## Życiorys
Święcenia kapłańskie przyjął 21 grudnia 1963. 16 lutego 1987 został prekonizowany prałatem terytorialnym Marajó. Sakrę biskupią otrzymał 5 kwietnia 1987. 1 czerwca 2016 przeszedł na emeryturę.